# …Nothing Like the Sun
…Nothing Like the Sun – drugi solowy album studyjny Stinga wydany 5 października 1987 roku. Tytuł jest cytatem z sonetu nr 130 Williama Shakespeare'a. Sting wykorzystał ten fragment w piosence „Sister Moon”.

## Lista utworów
1. „The Lazarus Heart” (Sting) – 4:35
2. „Be Still My Beating Heart” (Sting) – 5:34
3. „Englishman in New York” (Sting) – 4:27
4. „History Will Teach Us Nothing” (Sting) – 5:07
5. „They Dance Alone (Gueca Solo)” (Sting) – 6:48
6. „Fragile” (Sting) – 3:58
7. „We'll Be Together” (Sting) – 4:53
8. „Straight to My Heart” (Sting) – 3:54
9. „Rock Steady”	(Sting) – 4:28
10. „Sister Moon” (Sting) – 3:57
11. „Little Wing” (Hendrix) – 5:03
12. „The Secret Marriage” (Eisler, Sting) – 2:02

## Single pochodzące z albumu
- 1987 „We’ll Be Together”
- 1988 „Be Still My Beating Heart”
- 1988 „Englishman In New York”
- 1988 „Fragile”
- 1988 „They Dance Alone”

## Muzycy
- Sting – wokal, gitara basowa, gitara, kontrabas
- Kenny Kirkland – keyboard
- Ken Helman – fortepian
- Andy Summers – gitara
- Eric Clapton – gitara
- Fareed Haque – gitara
- Mark Knopfler – gitara
- Hiram Bullock – gitara
- Mark Egan – gitara basowa
- Manu Katché – perkusja
- Kenwood Dennard – perkusja
- Andy Newmark – perkusja
- Mino Cinelu – instrumenty perkusyjne, Vocoder
- Branford Marsalis – saksofon
- Gil Evans i orkiestra – dyrygent
- Renee Geyer – chórki
- Dollette McDonald – chórki
- Janice Pendarvis – chórki
- Rubén Blades – hiszpański wokal, gitara
- Annie Lennox – chórki
- Vesta Williams – chórki